# Mio Dio come sono caduta in basso!
Mio Dio, come sono caduta in basso! (pt: Meu Deus, ao Que Eu Cheguei; br: Pecado à Italiana/Trágica Decadência) é um filme italiano de 1974, dirigido por Luigi Comencini.

## Sinopse
Na Sicília do princípio do século XX, Eugenia Maqueda (Laura Antonelli) e Raimondo Corrao, marquês de Maqueda (Alberto Lionello) descobrem, na noite de núpcias, que são irmãos, o que torna impossível a consumação do casamento. Para salvar as aparências, decidem não contar nada a ninguém e viverem em castidade. Mas as necessidades carnais de Eugenia são cada vez mais prementes.

## Elenco
- Laura Antonelli: Eugenia Di Maqueda
- Alberto Lionello: Raimondo Corrao, marquês Di Maqueda
- Michele Placido: Silvano Pennacchini
- Jean Rochefort: barão Henri De Sarcey
- Ugo Pagliai: Ruggero Di Maqueda
- Rosemarie Dexter: Flórida, mãe de Eugenia
- Karin Schubert: Evelyn
- Michele Abruzzo: Don Pacifico